# Svinfylking

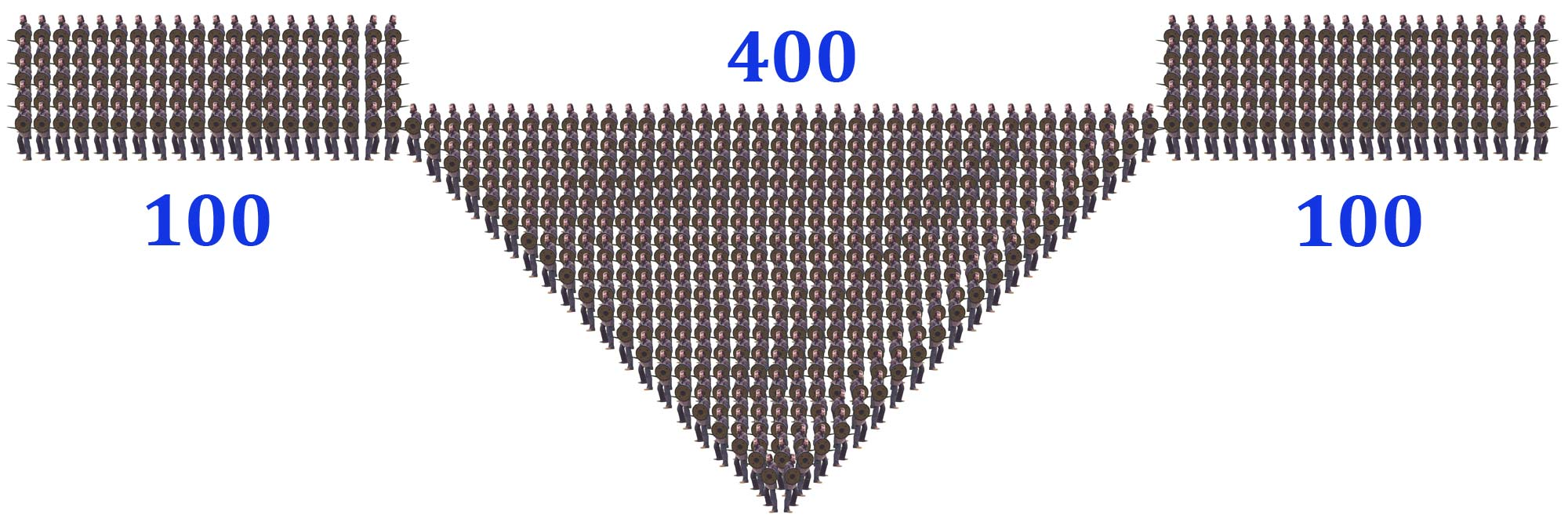
Esquema de una formación Svinfylking.

El svinfylking (en nórdico antiguo: hocico de verraco; en latín: porcinum capet) era una versión de la formación en V usada por los vikingos. La formación consistía en guerreros con amplio equipamiento armado para la confrontación cuerpo a cuerpo y arqueros menos protegidos agrupados en una formación triangular con los guerreros encabezando las líneas frontales que protegían a los arqueros y se ubicaban en el centro o en la retaguardia. La caballería que se enfrentaba a un svinfylking recibía un ataque de guerreros ajenos a la formación equipados con largas lanzas causando el caos. El svinfylking servía también para romper las líneas enemigas, y una serie de esas formaciones agrupadas lateralmente aparentaba una línea irregular en zigzag para presionar o romper las posiciones del contrario.
Una descripción completa de la formación vikinga se ofrece en la Gesta Danorum de Saxo Grammaticus, que la interpreta como una formación de filas de fondo, la primera fila con dos hombres al frente y van sumando dos más por fila. Por lo tanto cada cuña estaba compuesta por 110 hombres, 10 líneas de fondo, dos hombres en punta y 20 en la base. El svinfylking, según la versión vikinga, fue un invento del mismo Odín.
La debilidad de esta táctica era, no obstante, evidente, ya que no permitía una marcha atrás. Una táctica similar utilizaban las legiones romanas y permitía retroceder por el centro a las fuerzas de choque mientras los flancos permanecían firmes. Por otro lado, usaban la caballería y arqueros a caballo desde atrás de la formación y los legionarios en el centro mantenían su puesto. La táctica de defensa frente al svinfylking es similar al movimiento de pinza empleado por Aníbal en la batalla de Cannas, que casi devastó las cuñas romanas empleadas en el conflicto.
El éxito de la táctica era la sorpresa y el enorme impacto que causaban en el campo de batalla en el primer momento. Pero si la formación no conseguía romper las líneas enemigas de inmediato, los guerreros que la componían no podían mantenerse sobre el terreno por mucho tiempo. Las tácticas vikingas no eran muy sofisticadas, pero el coraje y ferocidad de las hordas eran complementos muy efectivos y así lo refleja su reputación en las crónicas contemporáneas.

## Fylking
El fylking era la versión nórdica de la formación en tortuga de las legiones romanas.